# Aeroporto di Libreville-Léon M'Ba
L'Aeroporto di Libreville-Léon M'Ba (IATA: LBV, ICAO: FOOL) (in francese: Aéroport de Libreville) è un aeroporto gabonese situato nell'estrema parte nord occidentale del Gabon, nella provincia dell'Estuaire, sul Golfo di Guinea, a 7 km a nord ovest di Libreville, capitale politica e amministrativa del Paese.
La struttura è dotata di una pista di asfalto e bitume lunga 3000 m e larga 45 m, l'altitudine è di 12 m, l'orientamento della pista è RWY 16-34 ed è aperta al traffico commerciale 24 ore al giorno.
L'aeroporto è intitolato a Léon M'Ba, (1902-1967), Presidente del Gabon dal 1961 al 1967.